# Kendem
Die Sprache Kendem (ISO 639-3: kvm; auch bokwa-kendem genannt) wird von insgesamt über 1500 Personen in der Gegend der Stadt Mamfe, in den Ortschaften Kendem, Kekpoti und Bokwa in der Region Südwesten Kameruns gesprochen.
Die Sprache Kendem gehört zur südbantoiden Sprachgruppe der Mamfe-Sprachen innerhalb der Sprachfamilie der Niger-Kongo-Sprachen. Die Leute in den Ortschaften, in denen die Sprache gesprochen wird, nennen sich Myugundem, während die Kendem-Sprecher aus der Ortschaft Kekpoti ihre Sprache auch Kekpoti nennen.